# Polioxolmis rufipennis
Polioxolmis rufipennis là một loài chim trong họ Tyrannidae.